# Bolton (Anglia)
Bolton város az Egyesült Királyságban, Anglia területén, Manchestertől 16 km-re ÉNy-ra. Nagy-Manchester részét képezi. Lakossága 139 ezer fő volt 2001-ben.
Fontos szerepet játszott az ipari forradalomban. Az egykor virágzó textilipar ma már nem jellemző, a gépipar és más iparágak vették át a helyét.
Itt élt Samuel Crompton, aki 1779-ben feltalálta a spinning mule (fonó öszvér) nevű fonógépet, a pamutipart forradalmasító berendezések egyikét. Háza ma múzeum.